# Łęczycanie
Łęczycanie – grupa etnograficzna ludności polskiej, zamieszkująca obszar między Wielkopolską a Mazowszem. Ludność ta podlegała silnym wpływom sąsiednich dzielnic. W połowie XX wieku już słabo zaznaczali swoją odrębność kulturową.
Łęczycanie zatracili pozycję odrębnej grupy ludności o własnych cechach kulturowych, które dawniej posiadali. Obszar Łęczycan stanowił region przejściowy między grupami wielkopolskimi a mazowieckimi. Jednakże podkreśla się przewagę cech mazowieckich Łęczycan, zwłaszcza na pograniczu powiatu gostynińskiego.
Janusz Kamocki przedstawiał, że w znacznej mierze zanikanie tradycyjnej kultury ludowej spowodowane było rozwojem przemysłowym w Łódzkim Okręgu.
Uroczystość po ukończeniu żniw i prac polowych Łęczycanie nazywali wieniec.
Łęczycanie posiadali żartobliwe przezwisko Piskorze, którym szczególnie określano szlachtę łęczycką.